# زارچنی (شهرستان بلاگووارسکی، باشقیرستان)
زارچنی (انگلیسی: Zarechny, Blagovarsky District, Republic of Bashkortostan) یک شهرک در شهرستان بلاگووارسکی باشقیرستان کشور روسیه است.